# Монастырь Комана
Монастырь Комана (рум. Mănăstirea Comana) — православный монастырь недалеко от одноименного села, посреди дороги между Бухарестом и Джурджу;  расположен на острове в озере. 
Как и Снагов (монастырь), он претендует на могилу Влада Цепеша. Монастырь также был построен Владом Цепешем. В первоначальном виде был укреплён крепостными стенами от нападений. Место для его строительства было выбрано на острове,  в прошлом окруженном болотами, а доступ к нему был с севера, где находился деревянный мост, который в случае опасности можно было легко поджечь.
Во время Русско-турецкой войны (1768—1774), в декабре 1769 года, русский отряд подполковника Н. А. Каразина (800 человек), заняв монастырь, в течение нескольких дней выдержал осаду превосходящих сил (10 000 человек) османской армии.
Монастырь отреставрировали Раду Щербан и Щербан Кантакузен из боярского рода Крайовеску. В 1640 году останки Николы, сына Михая Храброго, были перенесены в монастырь и захоронены. Многие родственники графа Джорджа Бранковича из Трансильвании поселились, проживали, и были похоронены в монастыре. Монастырь также был связан и почитаем династии Бранковичи. 